# Società Sportiva Felice Scandone 2015-2016
Questa voce raccoglie le informazioni riguardanti la Società Sportiva Felice Scandone nelle competizioni ufficiali della stagione 2015-2016.

## Verdetti stagionali
Competizioni nazionali
- Serie A:

Stagione regolare: 3º posto su 16 squadre (20-10);
Play-off: eliminato in semifinale da Reggio Emilia;
- Coppa Italia:

Sconfitto in finale da Milano.

## Stagione

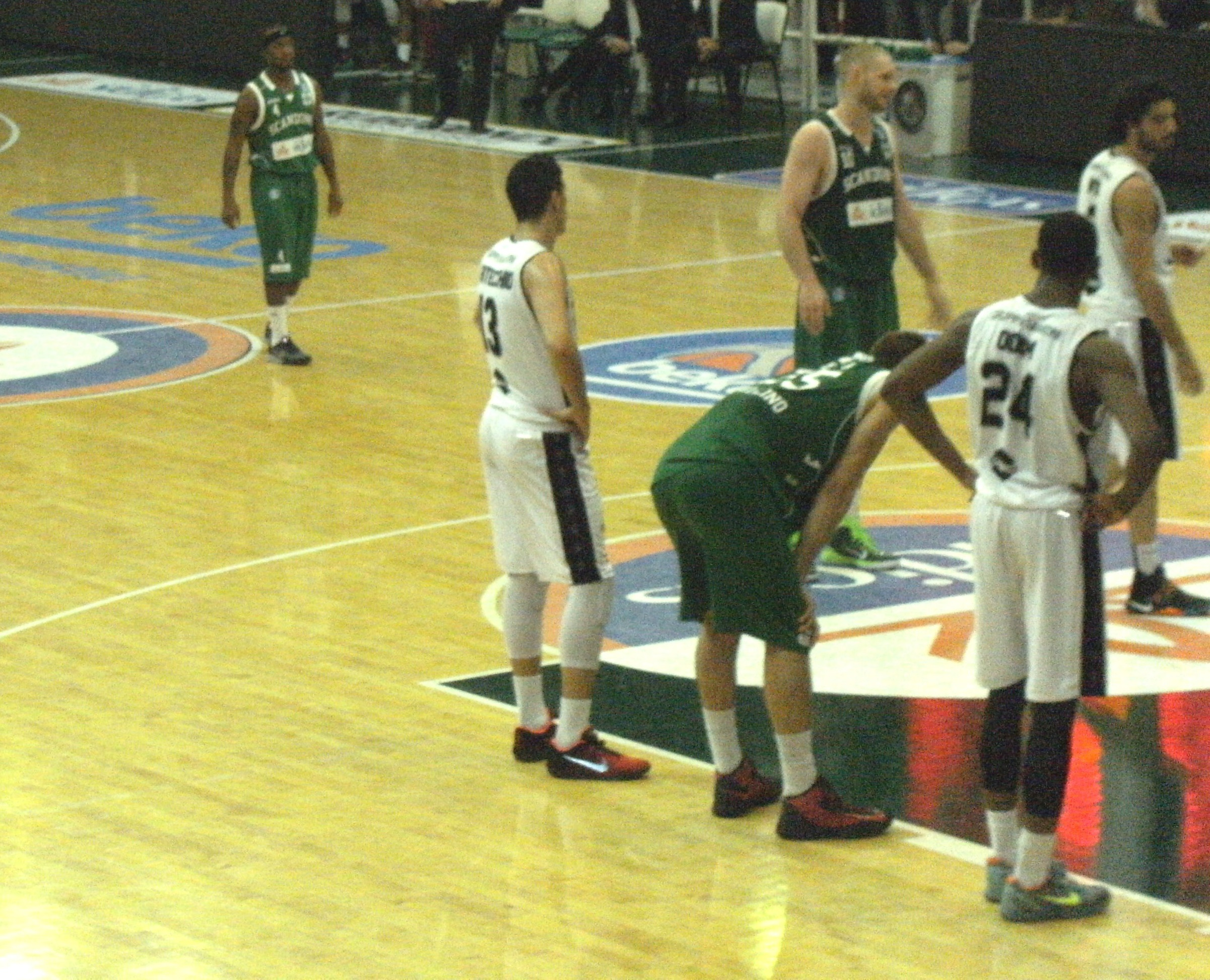
Fase di gioco dell'incontro Avellino-Bologna

La stagione 2015-2016 della Società Sportiva Felice Scandone sponsorizzata Sidigas, è la 16ª nel massimo campionato italiano di pallacanestro, la Serie A. La stagione si apre con un totale rinnovamento del roster (confermato solo Giovanni Severini) e con l'abbandono del direttore generale Nevola. Il 4 luglio Valerio Spinelli viene nominato direttore sportivo, ma si dimette dopo due settimane. L'incarico, quindi, viene affidato a Nicola Alberani. Dal punto di vista sportivo Stefano Sacripanti viene nominato allenatore, affiancato da Massimiliano Oldoini. Nel mese di luglio vengono ufficializzati gli ingaggi di Benas Veikalas e Riccardo Cervi. Nel mese di agosto vengono ufficializzati gli ingaggi di Taurean Green (infortunatosi in allenamento, non prende parte agli incontri dall'8ª giornata), Jānis Blūms (non convocato dall'11ª giornata, il 13 gennaio 2016 viene sottoposto ad intervento chirurgico alla spalla destra con tempi di recupero di almeno 4 mesi), James Nunnally e Alex Acker a cui seguono, nel mese di settembre, quelli di Ivan Buva e Maarty Leunen.
Il precampionato vede la Scandone vittoriosa nel "Trofeo Vito Lepore" contro Agropoli e sconfitta dal Brose Baskets e dal Darüşşafaka Spor Kulübü ("Torneo Internazionale Geovillage"), Brindisi in finale del "Memorial Carlo Longobardi" (vittoria contro Scafati in semifinale), Caserta in semifinale del "Torneo Città di Taranto" (vittoria in finale 3-4º posto contro Bologna) e Phoenix Hagen in finale del "Krombacher Challenge" (vittoria in semifinale contro Telekom Baskets Bonn).
Il 2 dicembre 2015 viene ufficializzato il tesseramento di Marques Green, che torna per la quarta volta ad Avellino. Il 9 dicembre viene ufficializzato l'ingaggio di Joe Ragland.

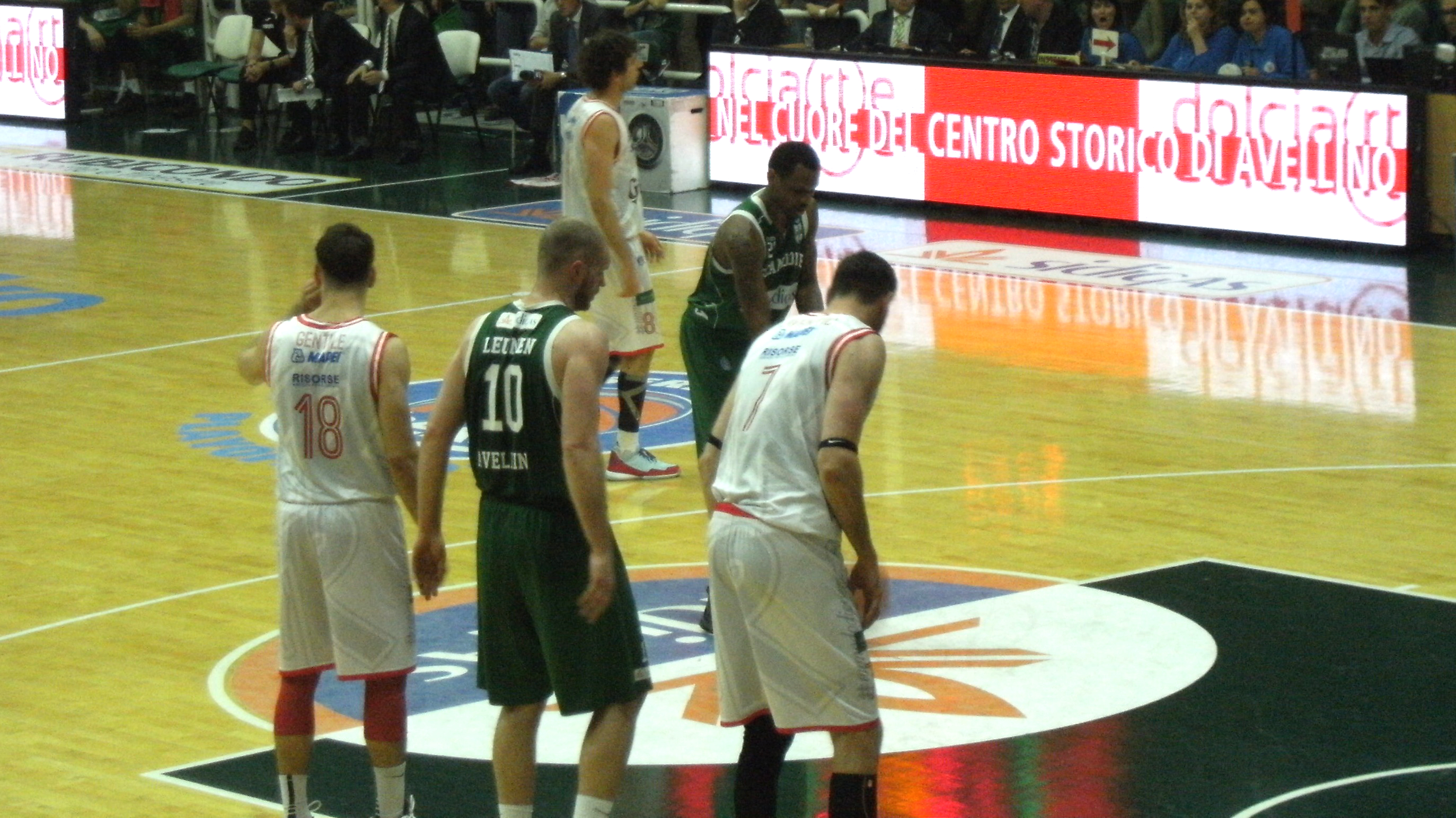
Fase di gioco dell'incontro play-off Avellino-Reggio Emilia

La squadra conclude il girone di andata in 8ª posizione in classifica a 14 punti (7 vittorie e 8 sconfitte), ottenendo la qualificazione alla Coppa Italia in cui affronta Reggio Emilia. L'incontro, svoltosi a Milano il 19 febbraio, è terminato con la vittoria di Avellino con il punteggio di 94-87, ottenendo la qualificazione alle semifinali dove la Scandone supera Trento per 71-69. Qualificata per la seconda volta nella sua storia in finale, viene sconfitta da Milano per 76-82.
Il 31 gennaio 2016, con la vittoria nell'incontro in trasferta contro Milano, interrompe la serie di 41 vittorie casalinghe in regular season della formazione lombarda (ultima sconfitta con Montegranaro il 24 marzo 2013).
Il 17 febbraio viene rescisso il contratto con Taurean Green.
Il 24 marzo vengono ufficializzati i rinnovi dei contratti con il direttore sportivo Nicola Alberani e con il coach Stefano Sacripanti.
La squadra, nel corso della stagione, fa registrare il record societario e stagionale di vittorie consecutive in campionato, pari a dodici (dal 27 dicembre 2015 contro Capo D'Orlando al 3 aprile 2016 contro Torino).
La squadra conclude il girone di ritorno in 3ª posizione in classifica a 40 punti (20 vittorie e 10 sconfitte), ottenendo la qualificazione ai play-off dopo quattro stagioni in cui affronta Pistoia. La serie si conclude con il punteggio di 3-0 a favore della formazione irpina che accede alle semifinali in cui affronta Reggio Emilia vittoriosa su Sassari per 3-0. La serie termina con la vittoria della formazione emiliana per 4-3.
Il 5 maggio Nicola Alberani viene nominato miglior dirigente, mentre James Nunnally vince il premio di MVP. Viene, inoltre, ufficializzato il tesseramento di Tylor Ongwae, già aggregato da aprile per gli allenamenti.

## Roster
| Sidigas Avellino 2015-16 | Sidigas Avellino 2015-16 |
| Giocatori                | Staff tecnico            |
| ------------------------ | ------------------------ |

| N. | Naz.                                                   | Ruolo | Nome              | Anno | Alt.   | Peso   |  |
| -- | ------------------------------------------------------ | ----- | ----------------- | ---- | ------ | ------ |  |
| 0  | Italia (bandiera)                                      | P     | Mattia Norcino    | 1993 | 185 cm | 81 kg  |  |
| 1  | Stati Uniti (bandiera) · Liberia (bandiera)            | P     | Joe Ragland       | 1989 | 182 cm | 80 kg  |  |
| 4  | Stati Uniti (bandiera) · Macedonia del Nord (bandiera) | P     | Marques Green     | 1982 | 165 cm | 80 kg  |  |
| 6  | Lituania (bandiera)                                    | G     | Benas Veikalas    | 1983 | 193 cm | 90 kg  |  |
| 9  | Stati Uniti (bandiera)                                 | G     | Alex Acker        | 1983 | 196 cm | 84 kg  |  |
| 10 | Stati Uniti (bandiera)                                 | AG    | Maarty Leunen     | 1985 | 206 cm | 105 kg |  |
| 11 | Stati Uniti (bandiera) · Georgia (bandiera)            | PG    | Taurean Green     | 1986 | 183 cm | 80 kg  |  |
| 12 | Kenya (bandiera)                                       | A     | Tylor Ongwae      | 1991 | 199 cm |        |  |
| 14 | Italia (bandiera)                                      | C     | Riccardo Cervi    | 1991 | 214 cm | 115 kg |  |
| 19 | Italia (bandiera)                                      | G     | Giovanni Severini | 1993 | 197 cm | 85 kg  |  |
| 21 | Stati Uniti (bandiera)                                 | AP    | James Nunnally    | 1990 | 201 cm | 90 kg  |  |
| 22 | Italia (bandiera)                                      | C     | Giovanni Pini     | 1992 | 200 cm | 92 kg  |  |
| 25 | Croazia (bandiera)                                     | AG    | Ivan Buva         | 1991 | 208 cm | 107 kg |  |
| 45 | Lettonia (bandiera)                                    | P     | Jānis Blūms (C)   | 1982 | 190 cm | 82 kg  |  |
| 57 | Italia (bandiera)                                      | P     | Salvatore Parlato | 1986 | 196 cm | 83 kg  |  |
|    | Italia (bandiera)                                      | G     | Lorenzo Gioia     | 1998 | 190 cm |        |  |
|    | Italia (bandiera)                                      | P     | Fabio Guglielmo   | 1997 | 185 cm |        |  |

| Allenatore                                                                 |
| - Stefano Sacripanti                                                       |
| Assistente/i                                                               |
| - Gianluca De Gennaro - Massimiliano Oldoini Legenda - (C) Capitano Roster |

### Staff tecnico e dirigenziale
- Allenatore: Stefano Sacripanti
- Assistente: Massimiliano Oldoini
- Assistente: Gianluca De Gennaro

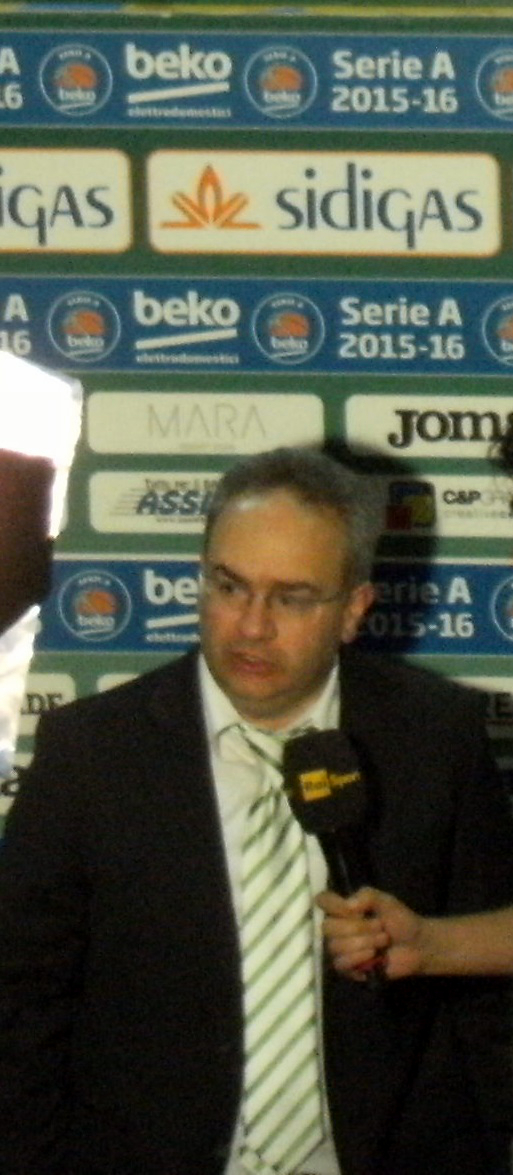
Stefano Sacripanti

- Preparatore Atletico: Silvio Barnabà
- Medico Sociale: Franco Cerullo
- Fisioterapista: Giuseppe Calò
- Fisioterapista: Salvatore Petruzzi

- Presidente: Giuseppe Sampietro
- Vicepresidente: Gianandrea De Cesare
- Vicepresidente: Annamaria Malzoni
- Amministratore Delegato: Gianandrea De Cesare
- Direttore Sportivo: Nicola Alberani
- Team Manager: Gaetano De Paola
- Relazioni Esterne: Maria Picariello
- Addetto stampa: Maria Picariello
- Segreteria Sportiva: Gianluca Di Domenico
- Responsabile sito Internet: Maria Picariello
- Responsabile statistiche Lega: Giuseppe Adamo
- Responsabile Settore Giovanile: Francesco Cavaliere

## Mercato

### Sessione estiva
| Arrivi | Arrivi               | Arrivi           | Arrivi     |
| R      | Nome                 | da               | Modalità   |
| ------ | -------------------- | ---------------- | ---------- |
| G      | Benas Veikalas       | Telekom Bonn     | definitivo |
| C      | Riccardo Cervi       | Pall. Reggiana   | definitivo |
| P      | Taurean Green        | ASVEL            | definitivo |
| A      | Giovanni Pini        | Pall. Reggiana   | definitivo |
| P      | Jānis Blūms          | Panathīnaïkos    | definitivo |
| AP     | James Nunnally       | Maccabi Ashdod   | definitivo |
| G      | Alex Acker           | ASVEL            | definitivo |
| AG     | Ivan Buva            | Pall. Cantù      | definitivo |
| AG     | Maarty Leunen        | Ulma             | definitivo |
| PG     | Salvatore Parlato    | Cesarano Scafati | definitivo |
| ALL    | Stefano Sacripanti   | Pall. Cantù      | definitivo |
| ALL    | Massimiliano Oldoini | Pall. Cantù      | definitivo |

| Partenze | Partenze          | Partenze         | Partenze       |
| R        | Nome              | a                | Modalità       |
| -------- | ----------------- | ---------------- | -------------- |
| C        | O.D. Anosike      | Saski Baskonia   | fine contratto |
| G        | Adrian Banks      | N.B. Brindisi    | fine contratto |
| AP       | Riccardo Cortese  | Scaligera Verona | fine contratto |
| P        | Sundiata Gaines   | Reno Bighorns    | fine contratto |
| C        | Luca Lechthaler   | Aquila Trento    | fine contratto |
| C        | Marc Trasolini    | Basket Agropoli  | fine contratto |
| P        | Junior Cadougan   | Aries Trikala    | fine contratto |
| AP       | Ádám Hanga        | Saski Baskonia   | fine prestito  |
| AG       | Justin Harper     | L.A. D-Fenders   | fine contratto |
| PG       | Daniele Cavaliero | Pall. Varese     | fine contratto |
| P        | Marques Green     | Free agent       | fine contratto |
| ALL      | Fabrizio Frates   | Free agent       | fine contratto |

### Dopo l'inizio della stagione
| Acquisti | Acquisti      | Acquisti      | Acquisti        | Acquisti   |
| R.       | Nome          | da            | data            | Modalità   |
| -------- | ------------- | ------------- | --------------- | ---------- |
| P        | Marques Green | Free agent    | 2 dicembre 2015 | definitivo |
| PG       | Joe Ragland   | Karşıyaka     | 9 dicembre 2015 | definitivo |
| A        | Tylor Ongwae  | Solna Vikings | 5 maggio 2016   | definitivo |

| Cessioni | Cessioni      | Cessioni  | Cessioni         | Cessioni   |
| R.       | Nome          | a         | data             | Modalità   |
| -------- | ------------- | --------- | ---------------- | ---------- |
| PG       | Taurean Green | AEK Atene | 17 febbraio 2016 | definitivo |

## Risultati

### Serie A

#### Regular season

##### Girone di andata
| Arbitri: | Paolo Taurino (Vignola) Lorenzo Baldini (Firenze) Michele Rossi (Anghiari) |

|                                         |            |                                    |
| Nunnally 20 T. Green, Cervi 13 Blūms 11 | Punti      | 29 McKissic Christon 17 8 Gazzotti |
| T. Green 8                              | Assist     | 5 Christon, Lacey                  |
| Cervi 10                                | Rimbalzi   | 10 McKissic                        |
| Stefano Sacripanti                      | Allenatori | Riccardo Paolini                   |

| Arbitri: | Luigi Lamonica (Roseto degli Abruzzi) Massimiliano Filippini (San Lazzaro di Savena) Emanuele Aronne (Viterbo) |

|                                                   |            |                            |
| Verameenka 16 Della Valle 15 Aradori, Polonara 13 | Punti      | 14 Blūms 13 Cervi 12 Acker |
| Aradori, De Nicolao, Polonara, Verameenka 4       | Assist     | 6 T. Green                 |
| Polonara 11                                       | Rimbalzi   | 5 T. Green                 |
| Massimiliano Menetti                              | Allenatori | Stefano Sacripanti         |

| Arbitri: | Saverio Lanzarini (Bologna) Roberto Begnis (Crema) Beniamino Manuel Attard (Priolo Gargallo) |

|                                        |            |                               |
| Nunnally 15 Blūms 12 Veikalas, Acker 9 | Punti      | 21 Simon 14 McLean 12 Gentile |
| Blūms 6                                | Assist     | 4 Gentile                     |
| Buva, Cervi 6                          | Rimbalzi   | 10 Simon                      |
| Stefano Sacripanti                     | Allenatori | Jasmin Repeša                 |

| Arbitri: | Carmelo Paternicò (Piazza Armerina) Denny Borgioni (Roma) Alessandro Nicolini (Bagheria) |

|                                  |            |                                |
| Blackshear 23 Kirk 15 Knowles 11 | Punti      | 15 Acker 12 Leunen 11 T. Green |
| Moore 6                          | Assist     | 5 T. Green                     |
| Kirk 11                          | Rimbalzi   | 7 Leunen                       |
| Vincenzo Esposito                | Allenatori | Stefano Sacripanti             |

| Arbitri: | Roberto Begnis (Crema) Mark Bartoli (Trieste) Nicola Ranaudo (Milano) |

|                              |            |                                |
| Buva 26 Nunnally 25 Blūms 10 | Punti      | 15 Wright 13 Pascolo 9 Sanders |
| T. Green 11                  | Assist     | 5 Poeta, Sanders               |
| Buva 10                      | Rimbalzi   | 12 Wright                      |
| Stefano Sacripanti           | Allenatori | Maurizio Buscaglia             |

| Arbitri: | Enrico Sabetta (Termoli) Alessandro Vicino (Argelato) Denny Borgioni (Roma) |

|                                 |            |                                         |
| Buva 29 Nunnally 21 T. Green 14 | Punti      | 18 Haynes 14 Logan, Eyenga 13 Alexander |
| T. Green 6                      | Assist     | 5 Eyenga, Haynes                        |
| Leunen 11                       | Rimbalzi   | 8 Eyenga                                |
| Stefano Sacripanti              | Allenatori | Romeo Sacchetti                         |

| Arbitri: | Carmelo Lo Guzzo (Pisa) Gianluca Sardella (Rimini) Beniamino Manuel Attard (Priolo Gargallo) |

|                                |            |                                 |
| Abass 29 Heslip 19 Berggren 15 | Punti      | 18 Buva 14 T. Green 12 Veikalas |
| Hall 7                         | Assist     | 5 T. Green                      |
| Berggren 6                     | Rimbalzi   | 8 Buva                          |
| Fabio Corbani                  | Allenatori | Stefano Sacripanti              |

| Arbitri: | Carmelo Paternicò (Piazza Armerina) Luca Weidmann (Campobasso) Alessandro Nicolini (Bagheria) |

|                                 |            |                            |
| Nunnally 24 Veikalas 19 Buva 16 | Punti      | 23 Banks 17 Gagić 15 Kadji |
| Leunen 6                        | Assist     | 5 Cournooh                 |
| Buva 9                          | Rimbalzi   | 8 Cournooh                 |
| Stefano Sacripanti              | Allenatori | Luca Banchi                |

| Arbitri: | Gianluca Mattioli (Pesaro) Maurizio Biggi (Cavenago di Brianza) Dario Morelli (Brindisi) |

|                                |            |                                |
| Pittman 20 Odom 14 Williams 13 | Punti      | 23 Nunnally 16 Veikalas 9 Buva |
| Gaddy 5                        | Assist     | 4 Leunen                       |
| Pittman 10                     | Rimbalzi   | 7 Leunen                       |
| Giorgio Valli                  | Allenatori | Stefano Sacripanti             |

| Arbitri: | Carmelo Paternicò (Piazza Armerina) Mark Bartoli (Trieste) Matteo Boninsegna (Milano) |

|                                          |            |                                 |
| Davies 18 Galloway 15 Cavaliero, Ukić 12 | Punti      | 26 Nunnally 15 Veikalas 14 Buva |
| Ukić 4                                   | Assist     | 5 Acker                         |
| Galloway 6                               | Rimbalzi   | 8 Buva                          |
| Paolo Moretti                            | Allenatori | Stefano Sacripanti              |

| Arbitri: | Enrico Sabetta (Termoli) Emanuele Aronne (Viterbo) Nicola Ranaudo (Milano) |

|                              |            |                             |
| Nunnally 23 Buva 20 Acker 13 | Punti      | 23 Dyson 21 White 12 Miller |
| M. Green 8                   | Assist     | 4 Dyson                     |
| Leunen 9                     | Rimbalzi   | 9 White                     |
| Stefano Sacripanti           | Allenatori | Luca Bechi                  |

| Arbitri: | Paolo Taurino (Vignola) Gabriele Bettini (Bologna) Dario Morelli (Brindisi) |

|                             |            |                              |
| Cusin 13 McGee 12 Vitali 10 | Punti      | 14 Nunnally 15 Buva 9 Leunen |
| Turner, Washington 3        | Assist     | 5 M. Green                   |
| Cusin 8                     | Rimbalzi   | 13 Leunen                    |
| Cesare Pancotto             | Allenatori | Stefano Sacripanti           |

| Arbitri: | Luigi Lamonica (Roseto degli Abruzzi) Enrico Sabetta (Termoli) Andrea Masi (Firenze) |

|                                        |            |                                |
| Acker, Nunnally 13 Veikalas 12 Buva 10 | Punti      | 18 Cinciarini 14 Hunt 12 Downs |
| Leunen 7                               | Assist     | 10 Siva                        |
| Nunnally 7                             | Rimbalzi   | 10 Hunt                        |
| Stefano Sacripanti                     | Allenatori | Sandro Dell'Agnello            |

| Arbitri: | Dino Seghetti (Livorno) Lorenzo Baldini (Firenze) Emanuele Aronne (Viterbo) |

|                                   |            |                                 |
| Oriakhi 14 Bowers 11 Stojanović 7 | Punti      | 21 Nunnally 17 Ragland 12 Cervi |
| Stojanović 5                      | Assist     | 3 Acker, Nunnally               |
| Oriakhi 10                        | Rimbalzi   | 10 Leunen                       |
| Giulio Griccioli                  | Allenatori | Stefano Sacripanti              |

| Arbitri: | Paolo Taurino (Vignola) Carmelo Lo Guzzo (Pisa) Denny Borgioni (Roma) |

|                                        |            |                                           |
| Buva 19 Cervi 14 Veikalas, Nunnally 13 | Punti      | 14 Bramos, Green, Owens 13 Ress 8 Ruzzier |
| M. Green 10                            | Assist     | 6 Ruzzier                                 |
| Buva 9                                 | Rimbalzi   | 7 Ress                                    |
| Stefano Sacripanti                     | Allenatori | Carlo Recalcati                           |

##### Girone di ritorno
| Arbitri: | Luigi Lamonica (Roseto degli Abruzzi) Fabrizio Paglialunga (Taranto) Denis Quarta (Rivalta di Torino) |

|                                 |            |                              |
| Daye 20 Christon 19 Shepherd 16 | Punti      | 19 Nunnally 18 Buva 16 Acker |
| Christon 8                      | Assist     | 2 Acker, M. Green, Ragland   |
| Daye 10                         | Rimbalzi   | 8 Leunen, Nunnally           |
| Riccardo Paolini                | Allenatori | Stefano Sacripanti           |

| Arbitri: | Dino Seghetti (Livorno) Guido Federico Di Francesco (Teramo) Gianluca Calbucci (Pomezia) |

|                                |            |                                         |
| Ragland 25 Nunnally 18 Buva 12 | Punti      | 12 Lavrinovič 11 Della Valle 9 Polonara |
| M. Green 6                     | Assist     | 4 Gentile                               |
| Cervi 9                        | Rimbalzi   | 8 Polonara                              |
| Stefano Sacripanti             | Allenatori | Massimiliano Menetti                    |

| Arbitri: | Carmelo Lo Guzzo (Pisa) Manuel Mazzoni (Grosseto) Federico Brindisi (Torino) |

|                                 |            |                               |
| Simon 20 Kalnietis 15 Mačvan 14 | Punti      | 20 Nunnally 16 Cervi 14 Acker |
| Kalnietis 6                     | Assist     | 7 M. Green                    |
| Simon 6                         | Rimbalzi   | 5 Buva, Leunen                |
| Jasmin Repeša                   | Allenatori | Stefano Sacripanti            |

| Arbitri: | Luigi Lamonica (Roseto degli Abruzzi) Maurizio Biggi (Cavenago di Brianza) Evangelista Caiazza (Arzano) |

|                                |            |                                |
| Buva 17 Nunnally 16 Ragland 11 | Punti      | 21 Blackshear 18 Kirk 13 Moore |
| M. Green 9                     | Assist     | 4 Moore                        |
| Leunen 9                       | Rimbalzi   | 9 Kirk                         |
| Stefano Sacripanti             | Allenatori | Vincenzo Esposito              |

| Arbitri: | Enrico Sabetta (Termoli) Alessandro Martolini (Roma) Mauro Belfiore (Napoli) |

|                                            |            |                               |
| Wright 17 Pascolo, Lockett 14 Flaccadori 7 | Punti      | 29 Nunnally 13 Cervi 11 Acker |
| Sanders, Sutton, Wright 4                  | Assist     | 4 Acker                       |
| Pascolo 9                                  | Rimbalzi   | 9 Cervi                       |
| Maurizio Buscaglia                         | Allenatori | Stefano Sacripanti            |

| Arbitri: | Saverio Lanzarini (Bologna) Mark Bartoli (Trieste) Denis Quarta (Rivalta di Torino) |

|                                         |            |                                        |
| Akognon, Kadji 23 Logan 18 Alexander 13 | Punti      | 19 Acker 18 Ragland 16 Cervi, Nunnally |
| Logan 4                                 | Assist     | 7 Ragland                              |
| Mitchell 8                              | Rimbalzi   | 10 Leunen                              |
| Marco Calvani                           | Allenatori | Stefano Sacripanti                     |

| Arbitri: | Manuel Mazzoni (Grosseto) Luca Weidmann (Campobasso) Michele Rossi (Anghiari) |

|                                               |            |                             |
| Ragland 19 Nunnally 15 Acker, Leunen, Buva 12 | Punti      | 29 Johnson 16 Abass 7 Hodge |
| Ragland 5                                     | Assist     | 6 Ukić                      |
| Buva 6                                        | Rimbalzi   | 12 Fesenko, Johnson         |
| Stefano Sacripanti                            | Allenatori | Sergej Bazarevič            |

| Arbitri: | Massimiliano Filippini (San Lazzaro di Savena) Alessandro Vicino (Argelato) Denis Quarta (Rivalta di Torino) |

|                               |            |                                   |
| Cournooh 25 Banks 24 Scott 18 | Punti      | 31 Nunnally 13 Veikalas 12 Leunen |
| Banks 6                       | Assist     | 6 Acker                           |
| Anosike 8                     | Rimbalzi   | 5 Buva, Leunen                    |
| Piero Bucchi                  | Allenatori | Stefano Sacripanti                |

| Arbitri: | Enrico Sabetta (Termoli) Carmelo Lo Guzzo (Pisa) Gianluca Calbucci (Pomezia) |

|                                 |            |                                 |
| Cervi 17 Ragland 16 Nunnally 15 | Punti      | 21 Pittman 12 Vitali 11 Collins |
| Ragland 6                       | Assist     | 5 Collins                       |
| Cervi 10                        | Rimbalzi   | 11 Pittman                      |
| Stefano Sacripanti              | Allenatori | Giorgio Valli                   |

| Arbitri: | Alessandro Martolini (Roma) Guido Federico Di Francesco (Teramo) Dario Morelli (Brindisi) |

|                                 |            |                                |
| Veikalas 25 Nunnally 20 Buva 16 | Punti      | 16 Davies 12 Wright 11 Campani |
| Ragland 9                       | Assist     | 4 Wayns, Cavaliero             |
| Buva 11                         | Rimbalzi   | 9 Campani                      |
| Stefano Sacripanti              | Allenatori | Paolo Moretti                  |

| Arbitri: | Carmelo Paternicò (Piazza Armerina) Gianluca Sardella (Rimini) Fabrizio Paglialunga (Taranto) |

|                                  |            |                              |
| Dyson 25 Eyenga 15 White, Ebi 13 | Punti      | 18 Nunnally 15 Acker 14 Buva |
| Dyson 4                          | Assist     | 5 Acker                      |
| White 9                          | Rimbalzi   | 6 Acker                      |
| Francesco Vitucci                | Allenatori | Stefano Sacripanti           |

| Arbitri: | Dino Seghetti (Livorno) Mark Bartoli (Trieste) Stefano Ursi (Livorno) |

|                                       |            |                                   |
| Cervi 17 Buva, Ragland 14 Nunnally 13 | Punti      | 14 Washington 13 Starks 10 Turner |
| M. Green 10                           | Assist     | 6 Washington                      |
| Cervi, Pini 6                         | Rimbalzi   | 16 Washington                     |
| Stefano Sacripanti                    | Allenatori | Cesare Pancotto                   |

| Arbitri: | Tolga Sahin (Messina) Gabriele Bettini (Bologna) Denny Borgioni (Roma) |

|                          |            |                                         |
| Jones 27 Siva 19 Hunt 17 | Punti      | 24 Ragland 19 Nunnally 13 Green, Leunen |
| Siva 4                   | Assist     | 6 Ragland                               |
| Hunt 21                  | Rimbalzi   | 8 Leunen                                |
| Sandro Dell'Agnello      | Allenatori | Stefano Sacripanti                      |

| Arbitri: | Alessandro Martolini (Roma) Carmelo Lo Guzzo (Pisa) Lorenzo Baldini (Firenze) |

|                                |            |                                                 |
| Ragland 26 Nunnally 18 Buva 14 | Punti      | 17 Oriakhi 9 Ilievski, Nankivil 8 Perl, Nicević |
| Nunnally 6                     | Assist     | 4 Ilievski, Laquintana, Perl                    |
| Ragland 12                     | Rimbalzi   | 10 Oriakhi                                      |
| Stefano Sacripanti             | Allenatori | Gennaro Di Carlo                                |

| Arbitri: | Roberto Begnis (Crema) Guido Federico Di Francesco (Teramo) Denny Borgioni (Roma) |

|                                    |            |                                 |
| Green 22 Pargo, Ress 18 Viggiano 7 | Punti      | 20 Nunnally 13 Ragland 11 Cervi |
| Green 5                            | Assist     | 4 Ragland                       |
| Ejim 10                            | Rimbalzi   | 9 Nunnally                      |
| Walter De Raffaele                 | Allenatori | Stefano Sacripanti              |

#### Play-off
| Arbitri: | Paolo Taurino (Vignola) Massimiliano Filippini (San Lazzaro di Savena) Alessandro Vicino (Argelato) |

|                              |            |                                      |
| Buva 23 Nunnally 15 Cervi 12 | Punti      | 19 Kirk 13 Knowles 8 Antonutti, Czyż |
| Ragland 7                    | Assist     | 4 Moore                              |
| Buva 8                       | Rimbalzi   | 6 Kirk                               |
| Stefano Sacripanti           | Allenatori | Vincenzo Esposito                    |

| Arbitri: | Luigi Lamonica (Roseto degli Abruzzi) Maurizio Biggi (Cavenago di Brianza) Beniamino Manuel Attard (Priolo Gargallo) |

|                                |            |                                      |
| Nunnally 32 Ragland 15 Buva 12 | Punti      | 14 Czyż 13 Kirk 11 Blackshear, Moore |
| Ragland 9                      | Assist     | 9 Moore                              |
| Buva 12                        | Rimbalzi   | 8 Czyż                               |
| Stefano Sacripanti             | Allenatori | Vincenzo Esposito                    |

| Arbitri: | Roberto Begnis (Crema) Manuel Mazzoni (Grosseto) Mark Bartoli (Trieste) |

|                                  |            |                                      |
| Knowles, Kirk 23 Czyż 10 Moore 9 | Punti      | 17 Nunnally 16 Leunen, Buva 15 Cervi |
| Moore 9                          | Assist     | 5 Nunnally                           |
| Czyż 10                          | Rimbalzi   | 9 Leunen                             |
| Vincenzo Esposito                | Allenatori | Stefano Sacripanti                   |

| Arbitri: | Carmelo Paternicò (Piazza Armerina) Roberto Begnis (Crema) Luca Weidmann (Campobasso) |

|                                      |            |                                |
| Polonara 18 Lavrinovič 13 Aradori 11 | Punti      | 16 Ragland 13 Nunnally 10 Buva |
| De Nicolao, Verameenka, Kaukėnas 4   | Assist     | 4 Ragland                      |
| Polonara 12                          | Rimbalzi   | 7 Ragland                      |
| Massimiliano Menetti                 | Allenatori | Stefano Sacripanti             |

| Arbitri: | Tolga Sahin (Messina) Enrico Sabetta (Termoli) Carmelo Lo Guzzo (Pisa) |

|                                                         |            |                             |
| Kaukėnas, Gentile 13 Polonara, Della Valle 11 Aradori 9 | Punti      | 20 Buva 19 Cervi 16 Ragland |
| Aradori, Gentile 3                                      | Assist     | 5 Ragland                   |
| Polonara, Della Valle 6                                 | Rimbalzi   | 7 Nunnally                  |
| Massimiliano Menetti                                    | Allenatori | Stefano Sacripanti          |

| Arbitri: | Saverio Lanzarini (Bologna) Alessandro Martolini (Roma) Maurizio Biggi (Cavenago di Brianza) |

|                                |            |                                                   |
| Buva 21 Nunnally 20 Ragland 17 | Punti      | 12 Gentile 11 Kaukėnas 10 Lavrinovič, Della Valle |
| Nunnally 8                     | Assist     | 4 Needham                                         |
| Leunen 12                      | Rimbalzi   | 7 Polonara                                        |
| Stefano Sacripanti             | Allenatori | Massimiliano Menetti                              |

| Arbitri: | Luigi Lamonica (Roseto degli Abruzzi) Massimiliano Filippini (San Lazzaro di Savena) Emanuele Aronne (Viterbo) |

|                                |            |                                                      |
| Buva 19 Ragland 15 Veikalas 13 | Punti      | 10 Della Valle 9 Needham 6 Kaukėnas, Siliņš, Gentile |
| M. Green 6                     | Assist     | 2 Aradori, Della Valle                               |
| Cervi 8                        | Rimbalzi   | 7 Golubović                                          |
| Stefano Sacripanti             | Allenatori | Massimiliano Menetti                                 |

| Arbitri: | Paolo Taurino (Vignola) Manuel Mazzoni (Grosseto) Gianluca Sardella (Rimini) |

|                                                   |            |                                      |
| Aradori 16 Della Valle 11 Lavrinovič, Kaukėnas 10 | Punti      | 23 Ragland 21 Nunnally 6 Cervi, Buva |
| Aradori 4                                         | Assist     | 2 M. Green, Nunnally, Ragland        |
| Aradori 9                                         | Rimbalzi   | 8 Leunen                             |
| Massimiliano Menetti                              | Allenatori | Stefano Sacripanti                   |

| Arbitri: | Carmelo Paternicò (Piazza Armerina) Dino Seghetti (Livorno) Maurizio Biggi (Cavenago di Brianza) |

|                                 |            |                                     |
| Ragland 16 Nunnally 17 Cervi 16 | Punti      | 22 Kaukėnas 12 Golubović 11 Aradori |
| M. Green 9                      | Assist     | 3 Lavrinovič, Kaukėnas              |
| Cervi 8                         | Rimbalzi   | 8 Polonara                          |
| Stefano Sacripanti              | Allenatori | Massimiliano Menetti                |

| Arbitri: | Luigi Lamonica (Roseto degli Abruzzi) Enrico Sabetta (Termoli) Roberto Begnis (Crema) |

|                                                    |            |                                |
| Kaukėnas 17 Della Valle 14 Polonara, Lavrinovič 13 | Punti      | 23 Nunnally 22 Buva 14 Ragland |
| Della Valle 5                                      | Assist     | 5 M. Green, Nunnally           |
| Aradori, Lavrinovič 5                              | Rimbalzi   | 8 Leunen                       |
| Massimiliano Menetti                               | Allenatori | Stefano Sacripanti             |

### Coppa Italia
| Arbitri: | Dino Seghetti (Livorno) Carmelo Lo Guzzo (Pisa) Lorenzo Baldini (Firenze) |

|                                        |            |                                    |
| Polonara 15 Della Valle 13 Kaukėnas 12 | Punti      | 21 Veikalas 20 Ragland 17 Nunnally |
| De Nicolao 4                           | Assist     | 7 Ragland                          |
| Golubović 7                            | Rimbalzi   | 8 Cervi                            |
| Massimiliano Menetti                   | Allenatori | Stefano Sacripanti                 |

| Arbitri: | Tolga Sahin (Messina) Massimiliano Filippini (San Lazzaro di Savena) Gabriele Bettini (Bologna) |

|                                         |            |                                               |
| Forray, Wright 15 Pascolo 13 Berggren 8 | Punti      | 19 Cervi, Buva 10 M. Green, Nunnally 7 Leunen |
| Wright 3                                | Assist     | 7 M. Green                                    |
| Pascolo 8                               | Rimbalzi   | 12 Leunen                                     |
| Maurizio Buscaglia                      | Allenatori | Stefano Sacripanti                            |

| Arbitri: | Luigi Lamonica (Roseto degli Abruzzi) Paolo Taurino (Vignola) Manuel Mazzoni (Grosseto) |

|                             |            |                                |
| Nunnally 25 Buva 13 Acker 9 | Punti      | 17 Sanders 15 McLean 14 Mačvan |
| M. Green 6                  | Assist     | 6 Lafayette                    |
| M. Green, Leunen 6          | Rimbalzi   | 7 Sanders                      |
| Stefano Sacripanti          | Allenatori | Jasmin Repeša                  |